# Polymorphus texensis
Polymorphus texensis är en hakmaskart som beskrevs av Webster 1948. Polymorphus texensis ingår i släktet Polymorphus och familjen Polymorphidae. Inga underarter finns listade i Catalogue of Life.